# Леннард, Томас, 1-й граф Сассекс
Томас Леннард, 1-й граф Сассекс, 15-й барон Дакр (англ. Thomas Lennard, 1st Earl of Sussex, 15th Baron Dacre; 13 мая 1654 — 30 октября 1715) — английский дворянин и пэр, носил титулы барон Дакр (с 1662 года) и граф Сассекс (с 1674 года).

## Биография
Томас Леннард был сыном сэра Фрэнсиса Леннарда, 14-го барона Дакра (1619—1662) и его супруги Элизабет Бэйнинг. В 1662 году после смерти отца унаследовал его титул, став 15-м бароном Дакра.
11 августа 1674 года в возрасте 20 лет женился на 13-летней Анне Палмер, внебрачной дочери короля Карла II от его любовницы Барбары Вильерс. В честь свадьбы Томас получил титул граф Сассекс и ежегодную пенсию в размере 2000 фунтов стерлингов, а Анна получила приданое в размере 20 000 фунтов стерлингов. У супругов было 4 детей,из которых 2 дочери дожили до совершеннолетия:
- Барбара Леннард (12 июля 1676 — 1741), вышла замуж за эсквайра Чарльза Скелтона, брак был бездетным;
- Чарльз Леннард, лорд Дакр (25 мая 1682 — 13 мая 1684);
- Генри Леннард (род. и ум. 1683);
- Анна Леннард (17 августа 1684 — 26 июня 1755) — была четыре раза замужем и имела троих сыновей, унаследовала титул отца, став 16-й баронессой Дакра.

В 1688 году развёлся с женой по неизвестным причинам; о дальней его жизни после развода ничего неизвестно.
Скончался 30 октября 1715 года на 62-м году жизни; после его смерти титул граф Сассекс перешёл в собственность короны.